# Петриоло
Петрио̀ло (на италиански: Petriolo, на местен диалект Pitriòlo, Питриолу) е село и община в Централна Италия, провинция Мачерата, регион Марке. Разположено е на 271 m надморска височина. Населението на общината е 2070 души (към 2010 г.).